# Pristimantis muchimuk
Pristimantis muchimuk es una especie de anfibios de la familia Craugastoridae.

## Distribución geográfica y hábitat
Es endémica del tepuy Churi (Venezuela). Su rango altitudinal oscila alrededor de 2325 m s. n. m..